# Honoré Bonet
Honoré Bonet, O.S.B. (1345 circa – 1410 circa), è stato uno scrittore e filosofo francese.

## Biografia
Di origine provenzale, priore di Salon, studiò diritto ad Avignone. Dal 1394 al 1404 soggiornò in diverse regioni d'Europa, tra cui l'Aragona, la Linguadoca e l'Italia.

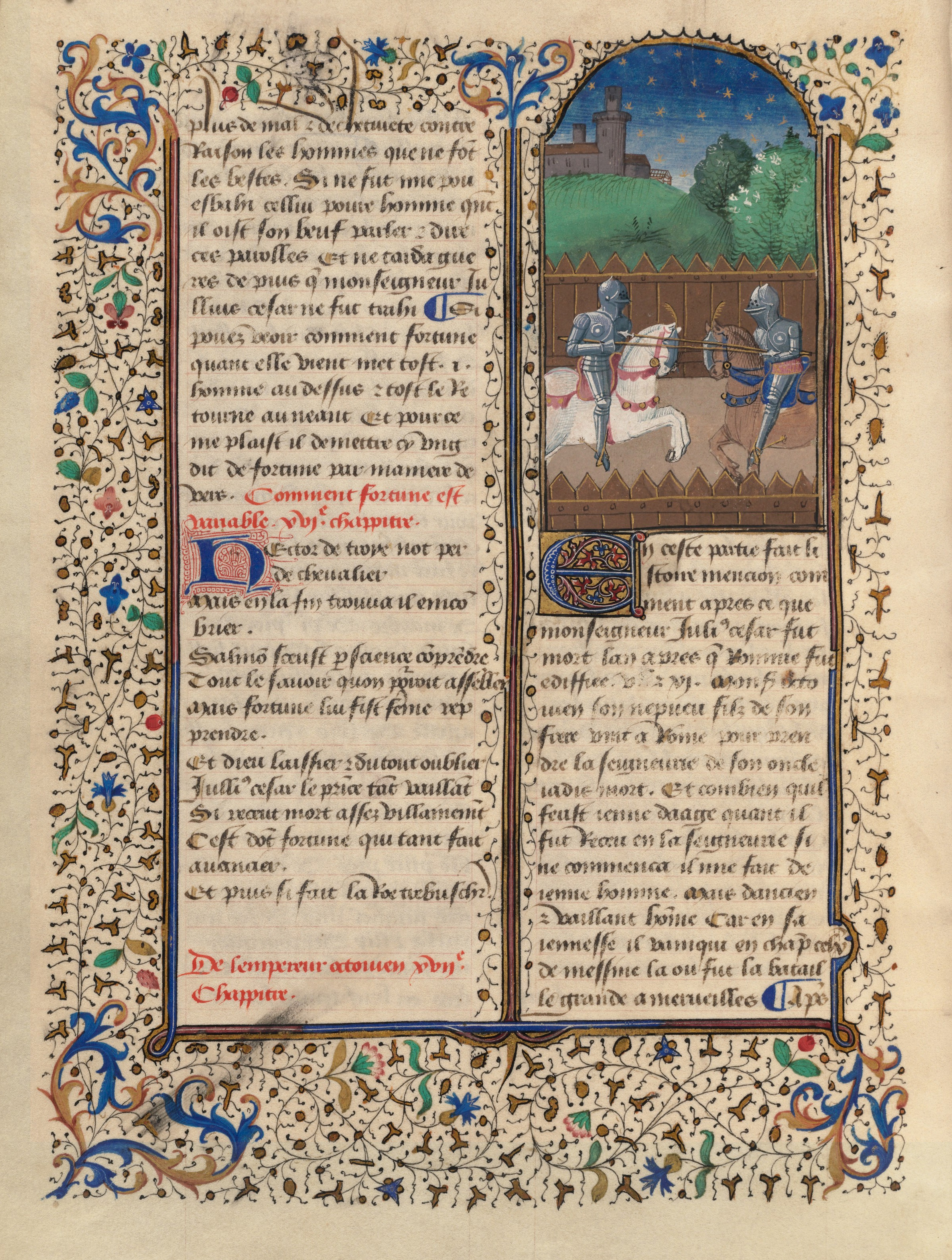
L'Arbre des batailles, ca. 1400-1450

Scrisse sia in provenzale che in francese. Della sua produzione sono rimaste diverse lettere, un trattato di diritto militare, L'Arbre des batailles, che ebbe considerevole successo e diffusione nel Medioevo, stampato per la prima volta a Lione il 24 dicembre 1481 ed in seguito a Parigi l'8 giugno 1493, dove tratta di diverse questioni sul diritto bellico, sui combattimenti e duelli, composto durante il regno del re di Francia Carlo V. L'Apparicion maistre Jehan de Meun, dialogo tra un medico, un ebreo, un saraceno e un domenicano e il Somnium super materia scismatis (1394), vasta opera nella quale si sostengono le ragioni del papa di Avignone.